# Ейсьо (імператриця)
Вдова імператриця Ейсьо (яп. 英照皇太后, 11 січня 1835 — 11 січня 1897), відома також як Імператриця Ейсьо (яп. 英照皇后, Ейсьо:-ко:го:) — японська фрейліна, наложниця імператора Комея і мати імператора Мейдзі.
Ім'я при народженні - Кудзе Асако (яп. 九条 夙子). Була дочкою Куде Хісатада, Кудзе Хісатади, Кампаку імператорського радника.
У 1846 помер імператор Нінко, і імператор Комей, що зійшов на трон, подарував їй титул Нього (яп. 女御), своєї високостатусної наложниці. Асако народила від імператора двох дочок, які померли в дитинстві, а також офіційно усиновила спадкоємця трону, принца Муцухіто (майбутнього імператора Мейдзі), сина імператора Комея від наложниці [Накаяма Йосіко|Накаями Йосіко]. Принц Муцухіто був дуже прив'язаний до своєї названої матері і після раптової смерті імператора Комея, зійшовши на трон, завітав їй до титулу вдовствуючої імператриці. При цьому імператрицею як такої Асако ніколи не була, оскільки не була офіційною дружиною імператора.
Вона прожила 62 роки і померла в 1897, отримавши посмертне ім'я Ейсьо.
Німецький композитор Франц Екерт, іноземний музичний радник у Японії, написав з нагоди її смерті траурний марш «Канасімі але ківамі» (яп. 哀の極).